# Werenczanka (stacja kolejowa)
Werenczanka (ukr. Веренчанка, rum. Varencianca, ros. Веренчанка) – stacja kolejowa w miejscowości Werenczanka, w rejonie czerniowieckim, w obwodzie czerniowieckim, na Ukrainie.
Stacja istniała przed II wojną światową.